# Бухарово (Курганская область)
Бухарово — деревня в Альменевском районе Курганской области. Входит в состав Юламановского сельсовета.

## История
До 1917 года входила в состав Катайской волости Челябинского уезда Оренбургской губернии. По данным на 1926 год деревня Бухарова состояла из 62 хозяйств. В административном отношении входила в состав Бухаровского сельсовета Катайского района Челябинского округа Уральской области.

## Население
| 1834 | 1866 | 1891 | 1900 | 1916 | 1926 | 1989 |
| ---- | ---- | ---- | ---- | ---- | ---- | ---- |
| 141  | ↗248 | ↗321 | ↘316 | ↗319 | ↘295 | ↗318 |
| 2002 | 2010 |      |      |      |      |      |
| ↘214 | ↘165 |      |      |      |      |      |

По данным переписи 1926 года в деревне проживало 295 человек (149 мужчин и 146 женщин), в том числе: башкиры составляли 100 % населения.